# Malthinus panamensis
Malthinus panamensis es una especie de coleóptero de la familia Cantharidae.

## Distribución geográfica
Habita en Panamá.